# Dendrochilum quinquecallosum
Dendrochilum quinquecallosum är en orkidéart som beskrevs av Henrik Aerenlund Pedersen. Dendrochilum quinquecallosum ingår i släktet Dendrochilum och familjen orkidéer.
Artens utbredningsområde är Filippinerna. Inga underarter finns listade i Catalogue of Life.